# Vụ tấn công bệnh than 2001

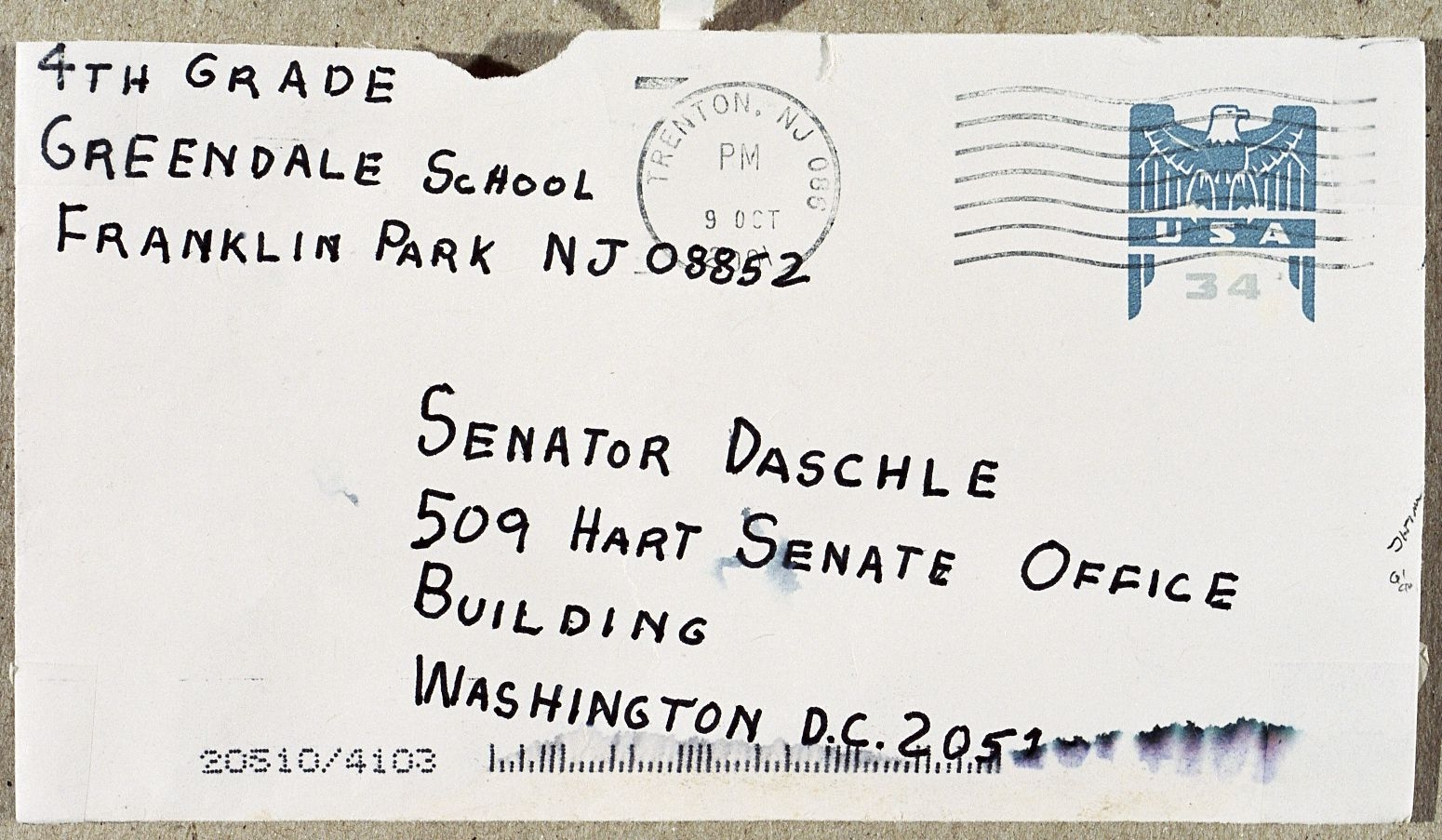
Lá thư bệnh than gửi tới thượng nghị sĩ Senator Daschle, có dấu bưu điện ngày 9 tháng 10 năm 2001.

Vụ tấn công bệnh than 2001 ( 2001 anthrax attacks ) hay Amerithrax là một loạt các cuộc tấn công xảy ra tại Hoa Kỳ trong nhiều tuần, bắt đầu từ ngày 18 tháng 9 năm 2001, một tuần sau Sự kiện 11 tháng 9. Các lá thư chứa vi khuẩn bệnh than được gửi đến một số cơ quan truyền thông và đến các thượng nghị sĩ Tom Daschle và Patrick Leahy. Cuộc tấn công khiến 5 người thiệt mạng và 17 người khác bị nhiễm bệnh. Ngoài ra các sĩ quan cảnh sát và nhân viên làm việc cho Thượng nghị sĩ Russ Feingold cũng bị ảnh hưởng. Theo FBI, cuộc điều tra sau đó đã trở thành "một trong những cuộc điều tra lớn nhất và phức tạp nhất trong lịch sử thực thi pháp luật".

## Cuộc tấn công
Cuộc tấn công xảy ra chỉ một tuần sau Sự kiện 11 tháng 9, phá hủy WTC ở New York và gây thiệt hại cho Lầu Năm Góc ở Virginia. Cuộc tấn công diễn ra thành hai đợt. Năm lá thư đầu tiên chứa vi khuẩn bệnh than có dấu bưu điện Trenton, New Jersey, ngày 18 tháng 9 năm 2001. Người ta tin rằng năm lá thư này được gửi đến ABC News, CBS News, NBC News và New York Post, tất cả đều có trụ sở tại New York, và đến National Enquirer , trụ sở tại tòa nhà công ty American Media, Inc. (AMI), ở Boca Raton, Florida.
Nạn nhân đầu tiên được biết đến của cuộc tấn công, Robert Stevens, người làm việc tại tờ báo lá cải The Sun, cũng do AMI xuất bản, đã chết ngày 5 tháng 10 năm 2001, bốn ngày sau khi nhập viện ở Florida với một căn bệnh chưa được chẩn đoán khiến ông nôn mửa và khó thở. Bức thư giết chết Stevens không bao giờ được tìm thấy. Chỉ có các bức thư gửi đến New York Post và NBC News được xác định là có vi khuẩn bệnh than, ba bức thư khác được suy ra vì các nhân viên ở đài ABC, CBS và báo AMI bị bệnh than. Các nhà khoa học kiểm tra bức thư của New York Post cho biết chất nghi ngờ là một vật liệu dạng hạt màu nâu thô vón cục trông giống như thức ăn cho chó.
Hai lá thư chứa bệnh than khác, có cùng dấu bưu điện Trenton ngày 9 tháng 10, được gửi ba tuần sau đợt đầu tiên. Các lá thư đó được gửi đến hai thượng nghị sĩ Hoa Kỳ, Tom Daschle của Nam Dakota và Patrick Leahy của Vermont. Vào thời điểm đó, Daschle là lãnh đạo phe đa số tại Thượng viện và Leahy là Chủ tịch Ủy ban Tư pháp Thượng viện; cả hai đều là thành viên của Đảng Dân chủ. Lá thư của Daschle được một phụ tá, Grant Leslie, mở ra vào ngày 15 tháng 10, sau đó dịch vụ thư của chính phủ đã bị đóng cửa ngay lập tức. Lá thư chưa mở của Leahy đã được phát hiện trong một túi thư bị tịch thu vào ngày 16 tháng 11. Lá thư của Leahy đã bị chuyển nhầm đến cơ sở của Bộ Ngoại giao ở Sterling, Virginia, vì mã ZIP bị đọc nhầm; một nhân viên bưu điện ở đó, David Hose, đã bị nhiễm bệnh than.
Các lá thư được gửi trong đợt thứ hai có chứa một loại bột khô được tinh chế cao, bao gồm khoảng một gam bào tử gần như nguyên chất. Một loạt các báo cáo trái chiều xuất hiện, một số cho rằng các loại bột này đã được vũ khí hóa bằng silic dioxide. Các chuyên gia về vũ khí sinh học sau đó đã xem hình ảnh vi khuẩn than được sử dụng trong cuộc tấn công và không thấy dấu hiệu nào cho thấy chúng đã được vũ khí hóa. Các cuộc thử nghiệm tại Phòng thí nghiệm Quốc gia Sandia vào đầu năm 2002 đã xác nhận rằng các loại bột tấn công không được vũ khí hóa.